# Cuore libero
Cuore libero è un album di Bobo Rondelli del 2021.

## Tracce
1. Il punto immenso – 3:11
2. Babbo Apache – 3:04
3. L'angelo e il lupo – 3:02
4. La bidonata – 2:50
5. Falso Chagall – 3:56
6. Sabrina – 3:28
7. Il più bel teatro – 4:28
8. Cuore libero – 4:07
9. L'infermiera – 4:00
10. Strada a senso inutile – 2:54
11. Grazie del male – 3:17
12. Se vuoi andare – 3:37

## Formazione
- Bobo Rondelli - voce, chitarra, armonica
- Claudio Laucci - pianoforte, tastiere, programmazione archi
- Leonardo Marcucci - chitarra, basso
- Valerio Fantozzi - basso
- Stive Lunardi - violino
- Simone Padovani - percussioni
- Jole Canelli - cori
- Davide Fatemi - produzione, registrazione, missaggio e mastering